# Партико Зіновій Васильович
Зіно́вий Васи́льович Парти́ко (нар. 9 лютого 1954, Прокоп'євськ, РРФСР) — доктор філологічних наук (2005), професор (2008).

## Життєпис
1976-го закінчив Український поліграфічний інститут, журналіст. У 1976—1979 — інженер конструкторського бюро проектного інституту. 1982—2005 — на викладацьких посадах університетів Львова та Києва.
З 2005 по травень 2016 — завідувач кафедри видавничої справи та редагування Класичного приватного університету, у Запоріжжі.

## Наукова діяльність
У доробку — понад 110 наукових праць, серед них навчальні посібники «Комп'ютеризація видавничого процесу», «Загальне редагування», монографії «Образна концепція теорії інформації», «Нормативний аспект і автоматизація редагування», конспект лекцій «Галузеве редагування в засобах масової інформації».
Сфера наукових досліджень — теорія редагування, теорія інформації та комунікації, комп'ютерна лінгвістика.

## Публікації
- Партико Зіновій Васильович. Нормативна концепція теорії редагування: Дис… д-ра філол. наук: 10.01.08 / Київський національний ун-т ім. Тараса Шевченка. — К., 2004. — 402 арк. : рис. — Бібліогр.: арк. 378—402.
- Партико Зіновій Васильович. Образна концепція теорії інформації [Текст] : монографія / З. В. Партико ; Львівськ. нац. ун-т ім. І. Франка. — Л. : [б. и.], 2001. — 132 с. — ISBN 966-613-046-7.
- Партико Зіновій Васильович. Словник-мінімум української мови [Текст]: словарь / З. В. Партико ; Київськ. нац. ун-т ім. Т. Шевченка. Ін-т журналістики. — К. : [б. и.], 2004. — 78 с. — ISBN 966-594-173-9.
- Партико Зіновій Васильович. Нормативна концепція теорії редагування [Текст]: Автореф. дис. на здоб. наук. ступ. д-ра філол. наук. 10.01.08 / З. В. Партико ; Київський нац. ун-т ім. Т. Шевченка. — К., 2004. — 38 с.
- Партико Зіновій Васильович. Галузеве редагування в засобах масової інформації [Текст]: [конспект лекцій] / З. В. Партико. — Л. : Афіша, 2007. — 101 с. — (В засобах масової інформації). — ISBN 978-966-325-4.
- Партико З. В. Теорія масової інформації та комунікації. — Львів: Афіша, 2008. — 292 с.
- Партико З. В., Огірко І. В. Редагометрія — міждисциплінарна галузь знань // Держава та регіони. — (Серія «Соціальні комунікації»). — 2010. — № 1. — С. 108—110.